# Жертвоприношение
 Тази статия е за религиозната церемония.  За филма от 1986 година вижте Жертвоприношение (филм).  
Жертвоприношението е ритуално отнемане на живота на животни или хора, унищожаване или оставяне на храна или други предмети.
Целта е умилостивяване или почитане на божество..
Терминът има и метафорично значение, което описва доброволното безкористно лишение от нещо ценно в полза на другите.
Богословието продължава да разглежда жертвоприношението дори в онези религии, в които тя вече не е ритуална практика, а така също и в онези религии, в които то присъства под формата на приношение на плодове или присъства в изкуството и историята на религията. В различните религии жертвоприношението присъства по различни причини:
- Божествата имат нужда от жертвоприношение, за да поддържат силата си.
- Пожертваното служи като платежно средство в сделка с божество, с цел неговото благоразположение, като жертвоприношението може да е предварително (молба) или благодарствено (отплата).
- Душите или кръвта на пожертваните живи същества съхраняват мана или друг вид енергия или сила, от която божествата се ползват.
- Предлагане на изкупителна жертва, върху която се изсипва гнева или ядът на божество, който иначе би достигнал хората.
- Жертвата лишава вярващите от блага и така става част от аскезата.
- Отдаденото се превръща в постъпление във фонд на религиозна организация; то е част от икономическата база, поддържаща свещенослужителите и храмовете.
- Жертвоприношението е част от фестивал и е консумирано от самите участници в него; тази практика съдържа елемент на преразпределение, където нуждаещите се получават дял по-голям от това, с което са допринесли.